# 307261 Máni
(307261) 2002 MS4 este un obiect transneptunian (TNO) de dimensiuni mari, al doilea cel mai mare obiect din Sistemul Solar fără nume, după 2007 OR10. A fost descoperit în 2002 de Chad Trujillo și Michael E. Brown. Este clasificat ca un cubewano de către Minor Planet Center.
Site-ul lui Mike Brown îl listează ca o planetă pitică „aproape cu siguranță”. Telescopul spațial Spitzer i-a estimat diametrul la 726±123 km. Echipa telescopului spațial Herschel l-a estimat ca fiind de 934±47 km, ceea ce îl face al zecelea cel mai mare TNO cunoscut momentan și suficient de mare pentru a fi considerat planetă pitică conform definiției planetelor de către UAI.
Se află în prezent la 47,2 u.a. de Soare și va ajunge la periheliu în jurul anului 2122.
A fost observat de 46 de ori, cu imagini predescoperite încă din 1954.